# Leichtathletik-Halleneuropameisterschaften 1975
Die 6. Leichtathletik-Halleneuropameisterschaften fanden am 8. und 9. März 1975 in Katowice (Polen) statt. Austragungsort war der Spodek.

## Ergebnisse Männer

### 60 m
| Platz | Athlet             | Land | Zeit (s) |
| ----- | ------------------ | ---- | -------- |
| 1     | Walerij Borsow     | URS  | 6,59     |
| 2     | Alexandr Aksinin   | URS  | 6,67     |
| 3     | Zenon Licznerski   | POL  | 6,74     |
| 4     | Marian Woronin     | POL  | 6,76     |
| 5     | Alexander Thieme   | GDR  | 6,78     |
| 6     | Alexandr Korneljuk | URS  | 6,80     |

Finale am 8. März

### 400 m
| Platz | Athlet            | Land | Zeit (s) |
| ----- | ----------------- | ---- | -------- |
| 1     | Hermann Köhler    | FRG  | 48,75    |
| 2     | Josip Alebić      | YUG  | 49,04    |
| 3     | Semjon Kotscher   | URS  | 49,33    |
| 4     | Józef Laskowski   | POL  | 49,72    |
| 5     | Stavros Tziortzis | GRE  | 50,90    |

Finale am 9. März

### 800 m
| Platz | Athlet              | Land | Zeit (min) |
| ----- | ------------------- | ---- | ---------- |
| 1     | Gerhard Stolle      | GDR  | 1:49,8     |
| 2     | Ivo Van Damme       | BEL  | 1:50,1     |
| 3     | Wladimir Ponomarjow | URS  | 1:50,2     |
| 4     | Jozef Plachý        | TCH  | 1:50,2     |
| 5     | Marian Gęsicki      | POL  | 1:50,4     |
| 6     | Reinhold Soyka      | FRG  | 1:53,3     |

Finale am 9. März

### 1500 m
| Platz | Athlet              | Land | Zeit (min) |
| ----- | ------------------- | ---- | ---------- |
| 1     | Thomas Wessinghage  | FRG  | 3:44,6     |
| 2     | Pjotr Anissim       | URS  | 3:45,4     |
| 3     | Gheorghe Ghipu      | ROU  | 3:45,4     |
| 4     | Anatolii Mamontov   | URS  | 3:47,0     |
| 5     | Michał Skowronek    | POL  | 3:49,1     |
| 6     | Henryk Szordykowski | POL  | 3:55,4     |
| 7     | Werner Meier        | SUI  | 3:58,9     |
|       | Phil Banning        | GBR  | DNF        |

Finale am 9. März

### 3000 m
| Platz | Athlet           | Land | Zeit (min) |
| ----- | ---------------- | ---- | ---------- |
| 1     | Ian Stewart      | GBR  | 7:58,6     |
| 2     | Pekka Päivärinta | FIN  | 7:58,6     |
| 3     | Boris Kusnezow   | URS  | 8:01,2     |
| 4     | Iwan Parlui      | URS  | 8:02,4     |
| 5     | Peter Weigt      | FRG  | 8:02,6     |
| 6     | Paul Copu        | ROU  | 8:04,0     |
| 7     | Edgard Salvé     | BEL  | 8:04,4     |
| 8     | Dan Glans        | SWE  | 8:04,4     |

Finale am 9. März

### 60 m Hürden
| Platz | Athlet             | Land | Zeit (s) |
| ----- | ------------------ | ---- | -------- |
| 1     | Leszek Wodzyński   | POL  | 7,69     |
| 2     | Frank Siebeck      | GDR  | 7,69     |
| 3     | Eduard Perewersew  | URS  | 7,74     |
| 4     | Klaus Fiedler      | GDR  | 7,77     |
| 5     | Mirosław Wodzyński | POL  | 7,85     |
| 6     | Wiktor Mjasnikow   | URS  | 8,04     |

Finale am 9. März

### 4 × 320 m Staffel
| Platz | Land           | Athleten                                                               | Zeit (min) |
| ----- | -------------- | ---------------------------------------------------------------------- | ---------- |
| 1     | BR Deutschland | Klaus Ehl Franz-Peter Hofmeister Karl Honz Hermann Köhler              | 2:29,9     |
| 2     | Polen          | Wiesław Puchalski Roman Siedlecki Jerzy Włodarczyk Wojciech Romanowski | 2:31,4     |
| 3     | Bulgarien      | Krassimir Gutew Narsis Popow Jordan Jordanow Janko Bratanow            | 2:32,1     |

Finale am 8. März

### Hochsprung
| Platz | Athlet               | Land | Höhe (m) |
| ----- | -------------------- | ---- | -------- |
| 1     | Vladimír Malý        | TCH  | 2,21     |
| 2     | Endre Kelemen        | HUN  | 2,19     |
| 3     | Rune Almén           | SWE  | 2,19     |
| 4     | Aljaksandr Hryhorjeu | URS  | 2,19     |
| 5     | Paul Poaniewa        | FRA  | 2,19     |
| 6     | Rolf Beilschmidt     | GDR  | 2,19     |
| 7     | Giordano Ferrari     | ITA  | 2,16     |
| 8     | István Major         | HUN  | 2,16     |

Finale am 8. März

### Stabhochsprung
| Platz | Athlet                | Land | Höhe (m) |
| ----- | --------------------- | ---- | -------- |
| 1     | Antti Kalliomäki      | FIN  | 5,35     |
| 2     | Wojciech Buciarski    | POL  | 5,30     |
| 3     | Władysław Kozakiewicz | POL  | 5,30     |
| 4     | Bogdan Markowski      | POL  | 5,30     |
| 5     | Juri Issakow          | URS  | 5,30     |
| 6     | Jurij Prochorenko     | URS  | 5,30     |
| 7     | François Tracanelli   | FRA  | 5,30     |
| 8     | Kjell Isaksson        | SWE  | 5,25     |

Finale am 9. März

### Weitsprung
| Platz | Athlet             | Land | Weite (m) |
| ----- | ------------------ | ---- | --------- |
| 1     | Jacques Rousseau   | FRA  | 7,94      |
| 2     | Hans-Jürgen Berger | FRG  | 7,87      |
| 3     | Zbigniew Beta      | POL  | 7,82      |
| 4     | Philippe Deroche   | FRA  | 7,77      |
| 5     | Carol Corbu        | ROU  | 7,64      |
| 6     | Joachim Busse      | FRG  | 7,49      |
| 7     | Ulf Jarfelt        | SWE  | 7,42      |
| 8     | Jaroslav Priščák   | TCH  | 7,33      |

Finale am 9. März

### Dreisprung
| Platz | Athlet                 | Land | Weite (m) |
| ----- | ---------------------- | ---- | --------- |
| 1     | Wiktor Sanejew         | URS  | 17,01     |
| 2     | Michał Joachimowski    | POL  | 16,90     |
| 3     | Gennadi Bessonow       | URS  | 16,78     |
| 4     | Carol Corbu            | ROU  | 16,66     |
| 5     | Walentyn Schewtschenko | URS  | 16,60     |
| 6     | Eugeniusz Biskupski    | POL  | 16,56     |
| 7     | Christian Valétudie    | FRA  | 16,31     |
| 8     | Wolfgang Kolmsee       | FRG  | 16,14     |

Finale am 8. März

### Kugelstoßen
| Platz | Athlet                | Land | Weite (m) |
| ----- | --------------------- | ---- | --------- |
| 1     | Waltscho Stoew        | BUL  | 20,29     |
| 2     | Geoff Capes           | GBR  | 19,98     |
| 3     | Waleri Woikin         | URS  | 19,44     |
| 4     | Jaroslav Brabec       | TCH  | 18,96     |
| 5     | Michail Kjoschew      | BUL  | 18,82     |
| 6     | Alexandr Baryschnikow | URS  | 18,80     |
| 7     | Nikolaj Christow      | BUL  | 18,61     |

Finale am 9. März

## Ergebnisse Frauen

### 60 m
| Platz | Athletin           | Land | Zeit (s) |
| ----- | ------------------ | ---- | -------- |
| 1     | Andrea Lynch       | GBR  | 7,17     |
| 2     | Monika Meyer       | GDR  | 7,24     |
| 3     | Irena Szewińska    | POL  | 7,26     |
| 4     | Elvira Possekel    | FRG  | 7,36     |
| 5     | Rita Bottiglieri   | ITA  | 7,43     |
|       | Tatjana Worochobko | URS  | DNS      |

Finale am 9. März

### 400 m
| Platz | Athletin           | Land | Zeit (s) |
| ----- | ------------------ | ---- | -------- |
| 1     | Verona Elder       | GBR  | 52,68    |
| 2     | Nadeschda Iljina   | URS  | 53,21    |
| 3     | Inta Kļimoviča     | URS  | 53,91    |
| 4     | Ljudmila Aksjonowa | URS  | 54,01    |

Finale am 9. März

### 800 m
| Platz | Athletin             | Land | Zeit (min) |
| ----- | -------------------- | ---- | ---------- |
| 1     | Anita Barkusky       | GDR  | 2:05,6     |
| 2     | Sarmīte Štūla        | URS  | 2:06,2     |
| 3     | Rossiza Pechliwanowa | BUL  | 2:06,3     |
| 4     | Elżbieta Katolik     | POL  | 2:08,3     |
| 5     | Colette Besson       | FRA  | 2:11,5     |
| 6     | Nikolina Schterewa   | BUL  | 2:20,3     |

Finale am 9. März

### 1500 m
| Platz | Athletin             | Land | Zeit (min) |
| ----- | -------------------- | ---- | ---------- |
| 1     | Natalia Andrei       | ROU  | 4:14,7     |
| 2     | Tatjana Kasankina    | URS  | 4:14,8     |
| 3     | Ellen Wellmann       | FRG  | 4:16,2     |
| 4     | Tamara Pangelowa     | URS  | 4:16,5     |
| 5     | Ulrike Klapezynski   | GDR  | 4:18,4     |
| 6     | Mary Stewart         | GBR  | 4:18,6     |
| 7     | Rumjana Tschawdarowa | BUL  | 4:23,2     |
| 8     | Christiane Stoll     | GDR  | 4:28,1     |

Finale am 9. März

### 60 m Hürden
| Platz | Athletin           | Land | Zeit (s) |
| ----- | ------------------ | ---- | -------- |
| 1     | Grażyna Rabsztyn   | POL  | 8,04     |
| 2     | Annelie Ehrhardt   | GDR  | 8,12     |
| 3     | Tatjana Anissimowa | URS  | 8,21     |
| 4     | Annerose Fiedler   | GDR  | 8,25     |
| 5     | Tatjana Worochobko | URS  | 8,40     |
| 6     | Meta Antenen       | SUI  | 8,60     |

Finale am 8. März

### 4 × 320 m Staffel
| Platz | Land           | Athletinnen                                                         | Zeit (min) |
| ----- | -------------- | ------------------------------------------------------------------- | ---------- |
| 1     | Sowjetunion    | Inta Kļimoviča Ingrīda Barkāne Ljudmila Aksjonowa Nadeschda Iljina  | 2:46,1     |
| 2     | BR Deutschland | Elke Barth Brigitte Koczelnik Silvia Hollmann Rita Wilden           | 2:47,3     |
| 3     | Polen          | Zofia Zwolińska Genowefa Nowaczyk Krystyna Kacperczyk Danuta Piecyk | 2:49,5     |
| 4     | Bulgarien      | Galina Penkowa Marija Stojanowa Bisserka Palasowa Jordanka Iwanowa  | 2:56,4     |

Finale am 9. März

### Hochsprung
| Platz | Athletin                 | Land | Höhe (m) |
| ----- | ------------------------ | ---- | -------- |
| 1     | Rosemarie Ackermann      | GDR  | 1,92     |
| 2     | Marie-Christine Debourse | FRA  | 1,83     |
| 3     | Annemieke Bouma          | NED  | 1,80     |
| 4     | Sara Simeoni             | ITA  | 1,80     |
| 5     | Galina Filatowa          | URS  | 1,80     |
| 6     | Věra Bradáčová           | TCH  | 1,80     |
| 7     | Anna Bubała              | POL  | 1,80     |
| 8     | Tamara Galka             | URS  | 1,80     |

Finale am 9. März

### Weitsprung
| Platz | Athletin          | Land | Weite (m) |
| ----- | ----------------- | ---- | --------- |
| 1     | Dorina Cătineanu  | ROU  | 6,31      |
| 2     | Lidija Alfejewa   | URS  | 6,29      |
| 3     | Meta Antenen      | SUI  | 6,28      |
| 4     | Jarmila Nygrýnová | TCH  | 6,26      |
| 5     | Ute Hedicke       | FRG  | 6,25      |
| 6     | Tatjana Timochowa | URS  | 6,22      |
| 7     | Doina Spînu       | ROU  | 6,18      |
| 8     | Maria Lambrou     | GRE  | 6,03      |

Finale am 8. März

### Kugelstoßen
| Platz | Athletin                | Land | Weite (m) |
| ----- | ----------------------- | ---- | --------- |
| 1     | Marianne Adam           | GDR  | 20,05     |
| 2     | Helena Fibingerová      | TCH  | 19,97     |
| 3     | Iwanka Christowa        | BUL  | 19,35     |
| 4     | Swetlana Kratschewskaja | URS  | 19,04     |
| 5     | Brunhilde Loewe         | GDR  | 18,47     |
| 6     | Elena Stojanowa         | BUL  | 18,34     |
| 7     | Tamara Bufetowa         | URS  | 17,75     |
| 8     | Margit Irányi           | HUN  | 16,23     |

Finale am 8. März